# 梅若六郎 (54世)
五十四世梅若六郎（うめわか ろくろう、本名:梅若氏泰、前名:梅若竹世・梅若実邦・梅若景昭、 1878年（明治11年）4月28日 - 1959年（昭和34年）8月16日）は、シテ方観世流の能楽師である。日本芸術院会員。

## 概説
初世梅若実の次男として東京に生まれる。幼名竹世。姉婿五十三世梅若六郎（のちの観世清之）の順養子となる。1895年（明治28年）に五十三世梅若六郎が実家である観世銕之丞家に去ったあと、1900年（明治33年）に五十四世梅若六郎を襲名。免状発行問題のこじれから1921年（大正10年）に観世宗家から破門され、兄初世梅若万三郎，妹婿六世観世銕之丞（のちの観世華雪）とともに梅若流を樹立。その後，1929年（昭和4年）観世銕之丞が，その4年後に初世梅若万三郎が，あいついで観世流に復帰したのちも孤塁を守って梅若流を維持した。そのため，免状発行権にからむ観世宗家との紛争など，能楽界での立場は30余年間紆余曲折をきわめたが，1954年（昭和29年）に能楽協会の仲介斡旋で観世流に復帰し、「観梅問題」に決着をつけた。1948年（昭和23年）に長男梅若六之丞へ梅若六郎を継がせ，二世梅若実を名のる。1949年（昭和24年）には、戦災で失った厩橋の能楽堂を中野上ノ原に再建した。初世の芸風を受け継いで巧緻艶麗な技巧と洗練された演劇性で知られた。1955年（昭和30年）に日本芸術院会員となる。長男の五十五世梅若六郎も日本芸術院会員。次男に梅若雅俊，三男に梅若恭行がいる。

## 関連書誌
- 『梅若実聞書』白洲正子、能楽書林、1951年。doi:10.11501/2458258。全国書誌番号:51004339。

## ビデオグラム
- 『「鞍馬天狗・白頭」「恋重荷」』NHKエンタープライズ〈能楽名演集〉、DVD-Video[3]。

## 脚註